# Antoine Chapel d'Espinassoux
Pour les articles homonymes, voir Chapel.
Antoine Simon Chapel d'Espinassoux est un homme politique français né le 13 avril 1777 à Marvejols (Lozère) et décédé le 28 avril 1847 au même lieu.
Président du tribunal de Marvejols, conseiller général, il est député de la Lozère de 1830 à 1831, prêtant serment à la Monarchie de Juillet.

## Sources
- « Antoine Chapel d'Espinassoux », dans Adolphe Robert et Gaston Cougny, Dictionnaire des parlementaires français, Edgar Bourloton, 1889-1891 [détail de l’édition]